# Xanthorhoe rufivenata
Xanthorhoe rufivenata är en fjärilsart som beskrevs av Fletcher 1958. Xanthorhoe rufivenata ingår i släktet Xanthorhoe och familjen mätare. Inga underarter finns listade i Catalogue of Life.